# Regina
|  | Aquest article tracta sobre la població canadenca. Vegeu-ne altres significats a «Regina (desambiguació)». |

Regina (pronúncia en anglès /rɨˈdʒaɪ.nə/) és una ciutat canadenca, capital de la província de Saskatchewan i la segona ciutat, després de Saskatoon, més gran de la província. És la metròpoli cultural i comercial del sud de Saskatchewan, i el centre de la Universitat de Regina.
Antigament, Regina va ser la seu dels Territoris del Nord-oest (dels quals les actuals províncies de Saskatchewan i Alberta eren part originalment) i del districte d'Assiniboia. Regina va rebre el seu nom l'any 1882 per la denominació llatina de la Reina Victòria, és a dir, Victoria Regina. El nom el va posar la mateixa filla de la reina, la Princesa Lluïsa del Regne Unit (duquessa d'Argyll), dona de l'aleshores Governador General del Canadà, John Campbell.
L'Aeroport Internacional de Regina, està situat a l'oest de la ciutat i és l'aeroport comercial del Canadà més antic. L'actual terminal, de l'any 1960, substitueix l'original terminal del 1940 en l'època de l'Art déco.

## Clima
Regina té un clima continental humit (segons la Classificació climàtica de Köppen Dfb) amb fortes influències semidesèrtiques. Té estius càlids i hiverns freds i secs. La temperatura mitjana diària per a tot l'any és de 2,8 °C. La temperatura més baixa registrada és de -50 °C l'1 de gener de 1885, mentre que la més alta és de 43,3 °C el 5 de juliol de 1937.

## Agermanaments
- Jinan,
- Fujioka
- Ulsan
- Ndola